# Tone Float
| Оценки критиков | Оценки критиков |
| Источник        | Оценка          |
| --------------- | --------------- |
| Allmusic        | [ 2 ]           |

Tone Float (с англ. — «Колебание Звука») — дебютный и единственный студийный альбом западнонемецкой группы Organisation, предшествовавшей известной группе Kraftwerk. Вышел в 1970 году только в Великобритании, в ФРГ продавался на импортных пластинках.

## Об альбоме
Флориан Шнайдер-Эслебен и Ральф Хюттер познакомились в 1968 году в Академии художеств в Ремшайде. Оба разделяли интерес к импровизированной авангардной музыке и составили ядро музыкального проекта под названием Organisation. Сначала они выступали в университетах и галереях с обратной связью, звуками и ритмом.
Нам повезло, потому что в то время уже были концерты с электронной музыкой, хэппенингами, группой Fluxus и так далее. Все это было вполне нормально; мы играли в одной и той же обстановке, а именно в галереях. Первоначально у нас не было никакого участия в традиционной музыкальной сцене; мы выступали в художественной сцене, в галереях, университетах и тому подобном.
– Ральф Хюттер в интервью Jean François Bizot
Альбом был записан весной 1970 года в временной студии звукозаписи, созданной Конни Планком на нефтеперерабатывающем заводе. Планк специально основал производственную компанию немецкой рок-музыки с Rainbow Productions с целью предоставления менеджмента и путей распространения для артистов. Через компанию Планка записи попали в Англию на лейбл RCA, с которым группа подписала контракт. Британский лейбл выпустил альбом только в Англии в августе 1970 года. О записи альбома Хюттер позже скажет:
Студия находилась в центре нефтеперерабатывающего завода. Когда мы вышли за дверь, мы услышали звук этих больших огней, сжигающих пары – всевозможные промышленные шумы.
Мы были очень молоды и пробовали разные вещи. Группа, это были мы с Ральфом и ещё несколько человек, которые время от времени менялись. Возможно, мы были самыми важными членами, но мы оба также работали над разными проектами. Не помню точно ...
– Флориан Шнайдер в интервью Pascal Bussy
Продажи были плохими, и RCA решили отказаться от группы, которая затем распалась.
Альбом никогда официально не переиздавался, хотя бутлеговые компакт-диски, пластинки и кассеты появились в 1990-х годах. Они часто включали бонус-аудиодорожку, ошибочно названную "Vor dem blauen Bock", которая на самом деле является инструментальным треком под названием "Rückstoß Gondoliere", с выступления Kraftwerk 22 мая 1971 года на телешоу Бременского бит-клуба. В этой песне представлен недолговечный состав Флориана Шнайдера, Майкла Ротера и Клауса Дингера (в этот период Ральф Хюттер покинул группу, чтобы изучать архитектуру). Вскоре после этого Ротер и Дингер покинули Kraftwerk, чтобы сформировать Neu!.
В музыкальном отношении «Tone Float» представляет собой типичные для того времени экспериментальные психоделический рок и краут-рок. Все треки альбома  инструментальные (в основном ударные) композиции.
Двое её участников — Ральф Хюттер и Флориан Шнайдер-Эслебен — основали Kraftwerk, при поддержке ударника Клауса Дингера и звукоинженера Конрада (Конни) Планка.
«Tone Float» примечателен тем, что это — первый альбом, на котором сотрудничали Хюттер, Шнайдер и Планк, которым удалось достичь успеха несколькими совместными альбомами позже, с альбомом Kraftwerk «Autobahn» (1974). Хюттер и Шнайдер до 2008 года работали вместе как основные участники Kraftwerk.

## Приём
Паскаль Бюсси описывает это как “первые поисковые шаги двух музыкантов, которые, возможно, вырвутся из ограничений, наложенных на них неструктурированной импровизированной музыкой".

## Список композиций
Вся музыка написана Шнайдер-Эслебен, Хауф и Мёникс.
| №                   | Название            | Перевод             | Длительность |
| ------------------- | ------------------- | ------------------- | ------------ |
| 1.                  | «Tone Float»        | Колебание Звука     | 20:46        |
| Общая длительность: | Общая длительность: | Общая длительность: | 20:46        |

| №                   | Название            | Перевод             | Длительность |
| ------------------- | ------------------- | ------------------- | ------------ |
| 2.                  | «Milk Rock»         | Молочный Рок        | 5:24         |
| 3.                  | «Silver Forest»     | Серебряный Лес      | 3:19         |
| 4.                  | «Rhythm Salad»      | Салат "Ритм"        | 4:04         |
| 5.                  | «Noitasinagro»      |                     | 7:46         |
| Общая длительность: | Общая длительность: | Общая длительность: | 20:33        |

## Участники записи
- Базиль Хаммуди (Бэйзил Хаммоуди/Basil Hammoudi) – колокольчики, конга гонг, музыкальная шкатулка, бонго, перкуссия, вокал
- Бутч Хауф (Butch Hauf) – бас-гитара, шаткая трубка, маленькие колокольчики, пластиковый молоток, перкуссия
- Ральф Хюттер – орган хаммонд, орган
- Альфред Мёникс (Alfred Mönicks, указан как Fred Monicks) – ударные, бонго, маракасы, коровий колокольчик, бубен
- Флориан Шнайдер-Эслебен – электрическая флейта, альтовая флейта, колокол, треугольник, бубен, электроскрипка, перкуссия

Дополнительный персонал
- Конрад (Конни) Планк – звукоинженер[7]